# 안드레이 키릴렌코
안드레이 겐나디예비치 키릴렌코(러시아어: Андре́й Генна́дьевич Кириле́нко, 1981년 2월 18일 ~ )는 러시아의 은퇴한 농구 선수로 현역 시절 포지션은 스몰 포워드이다. 전미 농구 협회(NBA)의 유타 재즈, 미네소타 팀버울브스에서 활약했으며, 현재는 러시아 농구 연맹의 회장을 맡고 있다.